# 프랑스 사람 목록
다음은 프랑스인 목록이다.

## 배우
- 이자벨 아자니
- 르네 아도레
- 아누크 에메
- 아를레티
- 앙토냉 아르토
- 파니 아르당
- 장 피에르 오몽
- 다니엘 오퇴유
- 샤를 아즈나부르
- 브리지트 바르도
- 에마뉘엘 베아르
- 장폴 벨몽도
- 프랑수아 베를레앙
- 쥘리에트 비노슈
- 베르나르 블리에
- 상드린 보네르
- 엘로디 부셰즈
- 앙드레 부르빌
- 대니 분
- 안젤리크 보이어
- 샤를 부아예
- 기욤 카네
- 카푸치네
- 레슬리 카롱
- 이자벨 카레
- 뱅상 카셀
- 장피에르 카셀
- 레티시아 카스타
- 마리옹 코티야르
- 클로틸드 쿠로
- 대리 코울
- 베아트리스 달
- 릴리 다미타
- 다니엘 다리외
- 알랭 들롱
- 줄리 델피
- 카트린 드뇌브
- 엘리자베트 드파르디외
- 제라르 드파르디외
- 기욤 드파르디외
- 파트릭 드베르
- 애리엘 돔바슬
- 모르강 뒤블레
- 장 뒤자르댕
- 아니 뒤프레
- 로맹 뒤리스
- 니콜라 뒤보셸
- 페르낭델
- 브리지트 포세
- 루이 드 퓌네스
- 장 가뱅
- 쥘리 가예
- 아니 지라르도
- 쥐디트 고드레슈
- 에바 그린
- 사샤 기트리
- 이자벨 위페르
- 이렌 자코브
- 클로드 자드
- 마를렌 조베르
- 발레리 카프리스키
- 멜라니 로랑
- 장피에르 레오
- 비르지니 르두아얭
- 노에미 르누아르
- 셰리파 루나
- 마르셀 마르소
- 소피 마르소
- 장 마라이
- 장 피에르 마리엘
- 올리비에 마르티네즈
- 장바티스트 모니에
- 미우 미우 (배우)
- 미스탱게트
- 이브 몽탕
- 잔 모로
- 미셸 모르강
- 무시도라
- 피에르 니네
- 제라르 필리프
- 미셸 피콜리
- 클레망스 포에지
- 이본 프랭탕
- 장 르노
- 피에르 리샤르
- 세바스티앙 로셰
- 장 로슈포르
- 에마뉘엘 세니에르
- 레아 세두
- 델핀 세리그
- 시몬 시뇨레
- 오드레 토투
- 장루이 트랭티냥
- 마리 트랭티냥
- 가스파르 윌리엘
- 마이클 바턴
- 랑베르 윌슨

## 건축가
- 르 코르뷔지에
- 귀스타브 에펠
- 샤를 가르니에
- 피에르 레스코
- 프랑수아 망사르
- 쥘 아르두앙 망사르
- 장 누벨
- 클로드 페로
- 외젠 비올레르뒤크

## 예술가

### 사진가
- 얀 아르튀스 베르트랑
- 앙리 카르티에 브레송
- 나다르

### 조각가
- 프레데리크 오귀스트 바르톨디
- 앙투안 부르델
- 장바티스트 카르포
- 세자르 발다치니
- 앙투안 드니 쇼데
- 카미유 클로델
- 레이몽 뒤샹 비용
- 장앙투안 우동
- 오귀스트 로댕
- 오귀스트 캥
- 프랑수아 뤼드
- 프랑수아 퐁퐁
- 니키 드 생팔

## 육상 선수
- 앙드레 더 자이언트
- 파비앵 바르테즈
- 마리옹 바르톨리
- 알랭 베르나르
- 수리아 보날리
- 앙드레 브뤼네, 피에르 브뤼네
- 알랭 칼마
- 필리프 캉델로로
- 에리크 캉토나
- 마티외 드뷔시
- 마르셀 드사이
- 아부 디아비
- 보리스 디아우
- 다비드 두이예
- 안드레 이디어
- 로스앤젤레스 다저스
- 파트리스 에브라
- 에반 푸르니에
- 쥐스트 퐁텐
- 파비앵 질로
- 요안 구르퀴프
- 마를렌 아르누아
- 티에리 앙리
- 크리스토발 위에
- 포뮬러 원
- 브라이언 주베르
- 장클로드 킬리
- 레몽 코파
- 쉬잔 랑글렌
- 빅상트 리자라쥐
- 세바스티앵 뢰브
- 자니 롱고
- 클로드 마켈렐레
- 로르 마노두
- 아멜리 모레스모
- 킬리안 음바페
- 알랭 미뭉
- 카롤 몽티예
- 조아킴 노아
- 야니크 노아
- 미셸린 오스테르메이에
- 토니 파커
- 마리조제 페레크
- 마리 피르스
- 미셸 플라티니
- 알랭 프로스트
- 앙투안 리고도
- 다비드 트레제게
- 파트리크 비에라
- 지네딘 지단

## 작가
- 마르셀 아샤르
- 알랭 푸르니에
- 장 아누이
- 기욤 아폴리네르
- 루이 아라공
- 앙토냉 아르토
- 오노레 드 발자크
- 앙리 바르뷔스
- 샤를 보들레르
- 피에르 보마르셰
- 시몬 드 보부아르
- 시라노 드 베르주라크
- 조르주 베르나노스
- 모리스 블랑쇼
- 니콜라 부알로
- 자크베니뉴 보쉬에
- 피에르 불
- 페르낭 브로델
- 앙드레 브르통
- 레티프 드 라 브르통느
- 앙텔름 브리야사바랭
- 미셸 뷔토르
- 알베르 카뮈
- 루이페르디낭 셀린
- 블레즈 상드라르
- 프랑수아르네 드 샤토브리앙
- 피에르 쇼데를로 드 라클로
- 에밀 시오랑
- 폴 클로델
- 장 콕토
- 시도니 가브리엘 콜레트
- 마리즈 콩데
- 뱅자맹 콩스탕
- 피에르 코르네유
- 로베르 데스노스
- 드니 디드로
- 알렉상드르 뒤마
- 알렉상드르 뒤마 피스
- 마르그리트 뒤라스
- 폴 엘뤼아르
- 빅토르 위고
- 프란츠 파농
- 조르주 페도
- 알랭 핑켈크로트
- 귀스타브 플로베르
- 아나톨 프랑스
- 로맹 가리
- 장 주네
- 앙드레 지드
- 장 지오노
- 장 지로두
- 프랑수아즈 지루
- 에드몽 드 공쿠르
- 쥘리앵 그라크
- 쥘리앵 그린
- 빅토르 위고
- 조리스-카를 위스망스
- 외젠 이오네스코
- 장 드 라브뤼예르
- 장 드 라 퐁텐
- 피에르 쇼데를로 드 라클로
- 로트레아몽 백작
- 르콩트 드 릴
- 알퐁스 드 라마르틴
- 자크 라캉
- 에마뉘엘 르 루아 라뒤리
- 폴 라파르그
- 모리스 르블랑
- 가스통 르루
- 스테판 말라르메
- 엑토르 말로
- 앙드레 말로
- 마르셀 마르소
- 피에르 드 마리보
- 클레망 마로
- 기 드 모파상
- 프랑수아 모리아크
- 프로스페르 메리메
- 카트린 밀레
- 파트리크 모디아노
- 몰리에르
- 알프레드 드 뮈세
- 제라르 드 네르발
- 아나이스 닌
- 마르셀 파뇰
- 샤를 페기
- 샤를 페로
- 조르주 페렉
- 생존 페르스
- 장 피아제
- 크리스틴 드 피장
- 자크 프레베르
- 아베 프레보
- 마르셀 프루스트
- 레몽 크노
- 프랑수아 라블레
- 레몽 라디게
- 장 라신
- 아르튀르 랭보
- 알랭 로브그리예
- 피에르 드 롱사르
- 에드몽 로스탕
- 도나시앵 알퐁스 프랑수아 드 사드
- 샤를 오귀스탱 생트뵈브
- 조르주 상드
- 장 폴 사르트르
- 나탈리 사로트
- 세비녜 부인
- 제르멘 드 스탈
- 앙투안 드 생텍쥐페리
- 클로드 시몽
- 스탕달
- 프랑수아 트뤼포
- 폴 발레리
- 베르코르
- 폴 베를렌
- 쥘 베른
- 보리스 비앙
- 알프레드 드 비니
- 오귀스트 드 빌리에 드 릴라당
- 프랑수아 비용
- 볼테르
- 마르그리트 유르스나르
- 에밀 졸라

## 비행사
- 클레망 아데르
- 루이 블레리오
- 앙리 파르망
- 롤랑 가로스
- 앙투안 드 생텍쥐페리

## 비즈니스
- 베르나르 아르노
- 앙드레 시트로엥
- 엘뢰테르 이레네 뒤퐁
- 제라르 메스트랄레
- 아르망 푀조
- 세자르 리츠
- 외젠 슈엘러

## 셰프
- 마리앙투안 카렘
- 알랭 뒤카스
- 오귀스트 에스코피에
- 자크 페팽
- 조엘 로뷔숑
- 기 사부아

## 식민지 관리인
- 피에르 사보르냥 드 브라자
- 사뮈엘 드 샹플랭
- 조제프 프랑수아 뒤플렉스
- 세네갈
- 조제프 갈리에니
- 프랑수아 가르니에

## 공예인, 발명가
- 루이 브라유
- 뤼미에르 형제
- 필리프 스타르크

## 범죄인
- 마르셀 프티오
- 질 드 레 남작

## 경제학자
- 모리스 알레
- 레몽 바르
- 프레데리크 바스티아
- 페르낭 브로델
- 제라르 드브뢰
- 베르나르 마리스
- 토마 피케티
- 프랑수아 케네
- 장바티스트 세
- 장 티롤
- 안 로베르 자크 튀르고
- 레옹 발라스

## 패션
- 피에르 가르뎅
- 레티시아 카스타
- 코코 샤넬
- 위베르 드 지방시
- 이네스 드 라 프레상주
- 크리스티앙 디오르
- 모르강 뒤블레
- 장폴 고티에
- 다니엘 에스테
- 크리스티앙 라크루아
- 노에미 르누아르
- 크리스찬 루부탱
- 이리스 미테나르
- 미스 유니버스 2016
- 니나 리치
- 이브 생로랑
- 에디 슬리먼
- 루이 비통 (디자이너)

## 영화 제작자
- 올리비에 아사야스
- 자크 오디아르
- 자크 베케르
- 뤼크 베송
- 알리스 기블라셰
- 베르트랑 블리에
- 베르트랑 보넬로
- 카트린 브레야
- 로베르 브레송
- 로랑 캉테
- 앙드레 카야트
- 클로드 샤브롤
- 르네 클레망
- 앙리조르주 클루조
- 장 콕토
- 자크 쿠스토
- 자크 드미
- 클레르 드니
- 아르노 데플레생
- 아벨 강스
- 장뤽 고다르
- 미셸 공드리
- 미셸 하자나비시우스
- 장피에르 죄네
- 마티외 카소비츠
- 파트리스 르콩트
- 클로드 를루슈
- 루이 말
- 앙드레 말로
- 조르주 멜리에스
- 장피에르 멜빌
- 장 르누아르
- 알랭 레네
- 자크 리베트
- 이브 로베르
- 에릭 로메르
- 장 롤린
- 자크 타티
- 자크 투르뇌
- 프랑수아 트뤼포
- 로제 바딤
- 아녜스 바르다
- 장 비고

## 유머리스트
- 알랭 샤바
- 콜루슈
- 자멜 드부즈
- 가드 엘마레
- 플로렌스 포레스티
- 카뷔

## 음악가
- 에르 (프랑스의 음악 그룹)
- 알리제
- 샤를 아즈나부르
- 조세핀 베이커
- 토마 방갈테르
- 바르바라 (가수)
- 기 베아르
- 카를라 브루니
- 피에르 부비에
- 루시엔느 브와이에
- 조르주 브라상
- 아리스티드 브뤼앙
- 옐 (밴드)
- 마누 차오
- 리샤르 클레데르망
- 척 코모
- 달리다
- 마리 루이즈 다미앙
- 클로드 드뷔시
- 나탈리 드세이
- 마리 뒤바
- 자크 뒤트롱
- 밀렌 파르메르
- 장 페라
- 레오 페레
- 클로드 프랑수아
- 프레헬
- 샤를로트 갱스부르
- 세르주 갱스부르
- 프랑스 갈
- 집시 킹스
- 게사펠슈타인
- 장자크 골드만
- 스테판 그라펠리
- 쥘리에트 그레코
- 다비드 게타
- 이베트 길베르
- 조니 알리데
- 프랑스 육군
- 프랑수아즈 아르디
- 기마누엘 드 오멩크리스토
- 인딜라
- 세바스티앙 이장바르
- 일 디보
- 저스티스 (음악 그룹)
- 파트리샤 카스
- 카오마
- 리나 케티
- 카르티에 뒤 몽파르나스
- 세바스티앵 르페브르
- 놀웬 르루아
- 클로다인 런짓
- 셰리파 루나
- M83 (밴드)
- 마데옹
- 루이스 마리아노
- 미레유 마티외
- 미스탱게트
- 야니크 노아
- 바네사 파라디
- 에디트 피아프
- 미셸 폴나레프
- 릴리 폰스
- 티노 로시
- 장 사블롱
- 밥 싱클레어
- 얀 티에르상
- 샤를 트르네
- 실비 바르탕
- 보리스 비앙
- 자지 (가수)

## 철학자
- 피에르 아벨라르
- 루이 알튀세르
- 레몽 아롱
- 장 르 롱 달랑베르
- 가스통 바슐라르
- 조르주 바타유
- 롤랑 바르트
- 장 보드리야르
- 피에르 부르디외
- 앙리 베르그손
- 에밀 부트루
- 프랑수아르네 드 샤토브리앙
- 오귀스트 콩트
- 기 드보르
- 질 들뢰즈
- 자크 데리다
- 르네 데카르트
- 드니 디드로
- 프란츠 파농
- 미셸 푸코
- 펠릭스 가타리
- 르네 게농
- 블라디미르 장켈레비치
- 에티엔 드 라 보에시
- 앙리 르페브르
- 에마뉘엘 레비나스
- 장프랑수아 리오타르
- 조제프 드 메스트르
- 니콜라 말브랑슈
- 가브리엘 마르셀
- 자크 마리탱
- 모리스 메를로퐁티
- 미셸 드 몽테뉴
- 몽테스키외
- 에드가 모랭
- 블레즈 파스칼
- 폴 리쾨르
- 장자크 루소
- 장 폴 사르트르
- 이폴리트 텐
- 알렉시 드 토크빌
- 볼테르
- 시몬 베유 (철학자)

## 정치인
- 프랑수아 바이루
- 레옹 블룸
- 조제 보베
- 아리스티드 브리앙
- 자크 시라크
- 조르주 클레망소
- 가스파르 2세 드 콜리니
- 자크 들로르
- 샤를 드골
- 발레리 지스카르 데스탱
- 프랑수아 기조
- 프랑수아 올랑드
- 장 조레스
- 리오넬 조스팽
- 베르나르 쿠슈네르
- 장마리 르펜
- 에밀 루베
- 펠릭스 포르
- 에마뉘엘 마크롱
- 장폴 마라
- 피에르 망데스 프랑스
- 오노레 가브리엘 리케티 드 미라보
- 프랑수아 미테랑
- 장 모네
- 필리프 페탱
- 누벨프랑스
- 막시밀리앵 드 로베스피에르
- 세골렌 루아얄
- 니콜라 사르코지
- 샤를모리스 드 탈레랑페리고르
- 모리스 토레즈
- 도미니크 드 빌팽

## 군정청 관련 인물
프랑스 군정청 관련 인물:
- 피에르 망데스 프랑스
- 장 물랭
- 아베 피에르
- 바이올렛 스자보

## 사회 활동가
- 시몬 드 보부아르
- 올랭프 드 구주

## 병사
- 잔 다르크
- 피에르 테라유 드 바야르
- 칼 14세 요한
- 조르주 불랑제
- 루이 2세 드 부르봉콩데
- 가스파르 2세 드 콜리니
- 프랑수아 다를랑
- 루이 니콜라 다부
- 알프레드 드레퓌스
- 샤를프랑수아 뒤 페리에 뒤무리에
- 페르디낭 포슈
- 조제프 갈리에니
- 모리스 가믈랭
- 조제프 조프르
- 장바티스트 주르당
- 자크 드 라 팔리스
- 질베르 뒤 모티에 드 라파예트 후작
- 장 란
- 장 드 라트르 드 타시니
- 필리프 르클레르 드 오트클로크
- 프랑수아 앙리 드 몽모랑시뤽상부르 공작
- 파트리스 드 마크 마옹
- 샤를 망쟁
- 앙드레 마세나
- 루이조제프 드 몽칼름
- 제5대 레스터 백작 시몽 드 몽포르
- 조아킴 뮈라
- 미셸 네
- 필리프 페탱
- 로샹보 백작 장바티스트 도나티앵 드 비뫼르
- 장드디외 술트
- 루이 쥘 트로쉬
- 튀렌 자작 앙리 드 라 투르 도베르뉴
- 라 이르
- 클로드루이엑토르 드 빌라르 공작
- 막심 베강

## 신학자
- 자크베니뉴 보쉬에
- 장 칼뱅
- 베르나르 드 클레르보
- 알렉상드르 드 로드
- 앙토냉 세르티양주
- 피에르 테야르 드 샤르댕

## 기타
- 잔 칼망 - 최장수인 목록에 오른 사람
- 피에르 드 쿠베르탱 - 현대 올림픽의 창시자
- 니농 드 랑클로 - 예술 후원자
- 르네 로베르 카벨리에 드 라 살 - 탐험가
- 모리스 뒤베르제 - 판사
- 귀스타브 에펠 - 공학자
- 아르튀르 드 고비노 - 인종불평등론 저자
- 브리지트 마크롱 - 고등학교 교사
- 몽골피에 형제 - 볼루니스트
- 노스트라다무스 - 의사, 저자, 번역가
- 세바스티앙 르 프레스트르 드 보방 - 공학자
- 외젠 프랑수아 비도크 - 스파이

## 같이 보기
- 벨기에 사람 목록